# Владиславув (гміна Желехув)
Владиславув (пол. Władysławów) — село в Польщі, у гміні Желехув Ґарволінського повіту Мазовецького воєводства.
Населення — 327 осіб (2011).
У 1975-1998 роках село належало до Седлецького воєводства.

## Демографія
Демографічна структура станом на 31 березня 2011 року:
|          | Загалом | Допрацездатний вік | Працездатний вік | Постпрацездатний вік |
| -------- | ------- | ------------------ | ---------------- | -------------------- |
| Чоловіки | 161     | 47                 | 92               | 22                   |
| Жінки    | 166     | 33                 | 88               | 45                   |
| Разом    | 327     | 80                 | 180              | 67                   |